# Apate raricoma
Apate raricoma är en skalbaggsart som beskrevs av Pierre Lesne 1924. Apate raricoma ingår i släktet Apate och familjen kapuschongbaggar. Inga underarter finns listade i Catalogue of Life.